# Бородатые колибри
Бородатые колибри (лат. Threnetes) — род птиц семейства колибри. Род описан английским орнитологом Джоном Гульдом в 1952 году.

## Описание
Птицы при посадке характерно виляют хвостом вверх и вниз, особенно поющие самцы

## Виды
Международный союз орнитологов относит к роду три вида:
- Бородатый колибри Threnetes leucurus (Linnaeus, 1766)
- Черный бородатый колибри Threnetes niger (Linnaeus, 1758)
- Полосатохвостый колибри-отшельник, Полосатохвостый бородатый колибри Threnetes ruckeri (Bourcier, 1847)

## Охранный статус
Все три вида рода включены в Красный список угрожаемых видов МСОП со статусом LC (Виды, вызывающие наименьшие опасения).